# Krištáľové krídlo
Krištáľové krídlo (česky „Křišťálové křídlo“) je ocenění udělované na Slovensku od roku 1997 každoročně osobnostem v mnoha oborech. Organizátorem je stejnojmenná agentura. Hlavní myšlenkou ocenění je podle organizátorů „objevování a vyzvednutí jedinečných lidí a jejich profesních výkonů, které si zaslouží úctu“.
Ocenění se uděluje v kategoriích filantropie, hospodářství, architektura, publicistika a literatura, divadelní a audiovizuální umění, výtvarné umění, hudba, sport, medicína a věda, přičemž počet kategorií se rozrůstá. V roce 2018 byla přidána populární hudba a inovace a startupy. Udělována je i mimořádná cena za celoživotní dílo, mimořádný úspěch v zahraničí, či jiný významný počin.

## Nominace
Při nominování osobností rozhoduje jejich mimořádná odbornost v dané kategorii a zároveň výrazný úspěch a prezentace výsledků práce, případně významný mezinárodní úspěch, přičemž délka pracovního či tvořivého působení v dané oblasti není rozhodující. V průběhu roku vyzývá organizátor profesní sdružení, komory, svazy, instituce, tiskové agentury a také veřejnost, aby zaslali nominace. Je ale možné aby kterýkoliv občan Slovenské republiky navrhl vlastní nominaci, splňující kritéria, libovolným způsobem, například pomocí online formuláře. O ocenění v každé kategorii rozhoduje porota složená z odborníků působících v dané oblasti.

## Ceny
Ceny Krištáľové krídlo jsou udělovány každoročně v lednu nebo únoru a to za uplynulý rok. Předávání cen probíhá na slavnostním galavečeru. Designérem sošky, která je udělována oceněným osobnostem je slovensko-řecký sklář, sochař a designér Achilleas Sdoukos, který se k inspiraci k návrhu sošky vyjádřil: „Myšlenka znovuzrození, mytologie a Fénixe se propojila s každoročním udělováním novým osobnostem umění, vědy, sportu a dalších kategorií.“ Socha je vytvořena ze skla a bílého zlata.

## Kategorie a ocenění

### Divadlo a audiovizuální umění
- 1997 – Božidara Turzonovová
- 1997 – Ján Ďuriš
- 1998 – Emília Vášáryová
- 1998 – Jozef Bednárik
- 1999 – Ján Ďurovčík
- 2000 – Pavol Mikulík
- 2000 – Rudolf Biermann
- 2001 – Martin Huba
- 2001 – Eva Krížiková
- 2002 – Ladislav Chudík
- 2003 – Pavol Barabáš
- 2004 – Eva Pavlíková
- 2005 – Ingrid Timková
- 2006 – Roman Polák
- 2007 – Mária Kráľovičová
- 2008 – Diana Mórová
- 2009 – Ondrej Šoth
- 2010 – Robert Roth
- 2011 – Zuzana Kronerová
- 2012 – Jaroslav Vojtek
- 2013 – Táňa Pauhofová
- 2014 – Jozef Vajda
- 2015 – Ladislav Kaboš
- 2016 – Zuzana Mauréry[6]
- 2017 – Tomáš Maštalír[7]
- 2018 – Miroslav Dvorský[8]
- 2019 – Juraj Kukura
- 2020 – Peter Bebjak
- 2021 – Sláva Daubnerová
- 2022 – Judit Pecháček
- 2023 – Jana Oľhová
- 2024 – Emil Horváth

### Medicína a věda
- 1997 – Eva Siracká
- 1998 – Miroslav Urban
- 1998 – Alica Kapellerová
- 1998 – Milan Zaviačič
- 1999 – Lev Bukovský
- 1999 – Jozef Mašura
- 2000 – Hedviga Zajacová
- 2000 – Pavel Traubner
- 2000 – Jaroslav Siman
- 2000 – Štefan Luby
- 2001 – Ján Slezák
- 2001 – Ivan Kraus
- 2002 – Daniel Ježová
- 2003 – Ján Danko
- 2004 – Ivan Hulín
- 2005 – Silvia Pastoreková
- 2006 – Martin Mistrík
- 2007 – Karol Pieta
- 2008 – Mária Šustrová
- 2009 – Ján Breza
- 2010 – Mária Frankovičová
- 2011 – František Simančik
- 2012 – Oľga Červeňanová
- 2013 – Marián Janák
- 2014 – Juraj Pechan
- 2015 – Igor Lacík
- 2016 – Michal Mego[6]
- 2017 – Lukáš Plank[7]
- 2018 – Michal Hulman[8]
- 2019 – Róbert Hatala
- 2020 – Boris Klempa a Pavol Čekan
- 2021 – Peter Šimko
- 2022 – Richard Imrich
- 2023 – Juraj Payer
- 2024 – Daniel Pinďák

### Publicistika a literatura
- 1997 – Pavel Dvořák
- 1997 – Vladimír Jancura
- 1997 – Anna Vargová
- 1998 – Lajos Grendel
- 1998 – Anna Ghannamová
- 1999 – Marián Leško
- 2000 – Štefan Šimák
- 2002 – Dušan Dušek
- 2003 – Ivan Podstupka
- 2004 – Andrej Bán
- 2004 – Róbert Kotian
- 2005 – Zlatica Puškárová
- 2006 – Tina Čorná
- 2007 – Ľubomír Feldek
- 2008 – Ľuboš Jurík, Dušan Rapoš, Jozef Šuhajda
- 2009 – Vlado Franc
- 2010 – Boris Filan
- 2011 – Miloš Luknár
- 2012 – Timotej Kubiš
- 2013 – Michal Tvarožek
- 2014 – Henrieta Moravčíková
- 2015 – Veronika Šikulová
- 2016 – Daniel Hevier[6]
- 2017 – Dagmar Mozolová[7]
- 2018 – Etela Farkašová[8]
- 2019 – Rudolf Dobiáš
- 2020 – Marián Andričík
- 2021 – Stanislav Rakús
- 2022 – Milan Kolcun
- 2023 – Peter Kršák
- 2024 – Rudolf Schuster

### Hudba
- 1997 – Ida Kirillová
- 1997 – Andrej Šeban
- 1998 – Peter Lipa
- 1999 – Ondrej Lenárd
- 2000 – Ľubica Vargicová
- 2000 – Peter Dvorský
- 2001 – Štefan Nosáľ
- 2002 – Ján Berky-Mrenica
- 2003 – Kamil Peteraj
- 2004 – Jack Martin Händler
- 2005 – Mikuláš Škuta
- 2006 – Vladimír Godár
- 2007 – Pavol Zelenay
- 2008 – Adriana Kučerová
- 2009 – Peter Mikuláš
- 2010 – Miloš Valent
- 2011 – Blanka Juhaňáková
- 2012 – Dalibor Jenis
- 2013 – Quasars Ensemble
- 2014 – Magdaléna Rovňáková
- 2015 – Štefan Kocán
- 2016 – Dalibor Karvay [6]
- 2017 – Rastislav Štúr [7]
- 2018 – Roman Patkoló [8]
- 2019 – Juraj Griglák
- 2020 – Ľubica Čekovská
- 2021 – Peter Bič Project
- 2022 – Janoska Ensemble
- 2023 – Martin Valihora
- 2024 – Pavol Bršlík

### Hospodářství
- 1997 – Vladimír Masár
- 1997 – Edita Bukovská
- 1997 – Jozef Uhrík
- 1998 – Ivan Ivanič
- 1998 – Jolana Petrášová
- 1999 – Rudolf Janáč
- 1999 – Peter Weber
- 1999 – Elena Kohútiková
- 2000 – Brigita Schmögnerová
- 2000 – Vladimír Soták
- 2000 – Ivan Mikloš
- 2001 – František Hirner
- 2002 – Jaroslav Mlynček
- 2003 – Adrián Ďurček
- 2004 – Milan Fiľo
- 2004 – Károly Hodossy
- 2005 – Štefan Rosina
- 2007 – Miroslav Trnka
- 2008 – Ivan Šramko
- 2009 – Ivan Šesták
- 2010 – Pavol Lančarič
- 2011 – Milan Ľach
- 2012 – Michal Štencl
- 2013 – Pavol Konštiak
- 2014 – Vladimír Šrámek
- 2015 – Jozef Barcaj
- 2016 – Štefán Máj [6]
- 2017 – Vladimír Bakeš [7]
- 2018 – Miloslav Čurilla [8]
- 2019 – Branislav Cvik a Ľubomír Vančo
- 2020 – Pavol Jakubec
- 2021 – Milan Kovalančík a Tatiana Kovalančíková
- 2022 – Zdeněk Březovják a Ján Koščo
- 2023 – Artur Gevorkyan
- 2024 – Peter Krutil

### Sport
- 1997 – Martin Tešovič
- 1997 – basketbalistky SCP Ružomberok
- 1998 – Ján Filc
- 1999 – Natália Hejková
- 1999 – Katarína Brandoburová
- 2000 – Martina Moravcová
- 2000 – Dominik Hrbatý
- 2001 – Jozef Vengloš
- 2002 – Tomáš Malik
- 2002 – Slovenské národní hokejové mužstvo na MS 2002
- 2004 – Veronika Zuzulová
- 2005 – Juraj Čobej
- 2006 – Marián Hossa
- 2007 – Daniela Hantuchová
- 2008 – Pavol Hochschorner a Peter Hochschorner
- 2009 – Vladimír Weiss st.
- 2010 – Róbert Vittek
- 2011 – Marián Vajda
- 2012 – Danka Barteková
- 2013 – Peter Sagan
- 2014 – Anastasia Kuzminová
- 2015 – Matej Tóth
- 2016 – Ladislav Škantár a Peter Škantár [6]
- 2017 – Peter Hámor [7]
- 2018 – Zuzana Rehák-Štefečeková [8]
- 2019 – Petra Vlhová[9]
- 2020 – Michal Martikán[10]
- 2021 – Erik Vlček[11]
- 2022 – Zdeno Chára[12]
- 2023 – Martin Vaculík
- 2024 – Veronika Vadovičová

### Výtvarné umění
- 2001 – Karol Kállay
- 2003 – Hedviga Hamžíková
- 2005 – Dušan Kállay
- 2006 – Zora Palová
- 2007 – Milota Havránková
- 2008 – Peter Pollág
- 2009 – Vladimír Gažovič
- 2010 – Marek Ormandík
- 2011 – Ferdinand Chrenka
- 2012 – Jozef Jankovič
- 2013 – Michal Staško
- 2014 – Štefan Klein
- 2015 – Ivan Pavle
- 2016 – Palo Macho [6]
- 2017 – Juraj Čutek [7]
- 2018 – Ján Ťapák [8]
- 2019 – Oto Bachorík
- 2020 – Jana Machatová a Peter Machata
- 2021 – Patrik Illo
- 2022 – Milan Lukáč
- 2023 – Ašot Haas
- 2024 – Vincent Polakovič

### Architektura
- 2007 – Ivan Matušík
- 2008 – Pavel Paňák a Martin Kusý
- 2009 – Ľubomír Závodný
- 2010 – Viktor Šabík
- 2011 – Peter Bouda a Ivan Masár
- 2012 – Peter Abonyi
- 2013 – Irakli Eristavi
- 2014 – Štefan Polakovič

### Filantropie
- 2010 – Gabriel Csollár
- 2011 – Vladimír Krčméry
- 2011 – Andrej Kiska
- 2012 – Viera Dubačová
- 2013 – Mariana Kováčová
- 2014 – Peter Káčer
- 2015 – Miroslava Hunčíková
- 2016 – Ondrej Vrábel[6]
- 2017 – Marek Machata[7]
- 2018 – Jana Danišová[8]
- 2019 – Eva Klikáčová
- 2020 – Eva Gažová
- 2021 – Adriana Havašová
- 2022 – Eva Turáková
- 2023 – Alexandra Hovancová
- 2024 – Martin Korčok

### Rock Pop Jazz
- 2013 – Richard Müller a skupina Fragile
- 2014 – Korben Dallas
- 2015 – Szidi Tobias
- 2016 – Igor Timko[6]
- 2017 – Celeste Buckinghamová[7]

### Populární hudba
- 2018 – IMT Smile [8]
- 2019 – Sima Martausová
- 2022 – Adam Ďurica
- 2023 – HEX
- 2024 – Vladimír Krausz

### Inovace a startupy
- 2018 – Tomáš Brngál [8]
- 2019 – Radoslav Danilak
- 2020 – Martin Herman
- 2021 – Matej Ftáčnik
- 2022 – Rastislav Hlaváč
- 2023 – Veronika Kolejak a Juraj Masár
- 2024 – Andrea Basilová a Martin Basila

### Mimořádná cena a cena za celoživotní dílo
- 1997 – Július Satinský
- 1997 – Milan Lasica
- 1998 – Ľudovít Rajter
- 1998 – Bohdan Warchal
- 1999 – Michal Čierny
- 2001 – Tibor Bártfay
- 2002 – Martin Bútora
- 2003 – Pavel Polanský
- 2004 – Ilja Zeljenka
- 2005 – Eugen Jurzyca
- 2005 – Leopold Haverl
- 2006 – Karol Spišák
- 2006 – Anton Bajan
- 2007 – Vladimír Kompánek
- 2008 – Tadeáš Wala
- 2009 – Darina Laščiaková
- 2009 – Milan Čorba
- 2010 – František Kele
- 2010 – Stanislav Štepka
- 2011 – Ivan Koza
- 2012 – Peter Kresánek
- 2013 – Peter Mihók
- 2013 – Miroslav Žbirka
- 2014 – Anton Srholec
- 2014 – Dorota Pospíšilová
- 2015 – Angelika Bátorová, Jozef Ráž
- 2016 – Andrej Glatz, Marián Varga [6]
- 2017 – Pavol Hammel, Juraj Šteňo [7]
- 2018 – Kristína Križanová [8]
- 2019 – Jozef Ciller, Ivan Vulev
- 2020 – Karol Horák, Daniela Ostatníková
- 2021 – Štefan Svitko, Patrik Illo
- 2022 – Alexej Vojtášek, Štefan Mácsadi
- 2023 – Marika Gombitová
- 2024 – Zdena Studenková

### In memoriam
- 1998 – Karol Ježík
- 2000 – Jaroslav Filip

### Cena divákov
- 2003 – Soňa Müllerová

## Nadace „Krištáľové krídlo“
Stejnojmenná nadace byla založena společností Krištáľové krídlo, s.r.o. s cílem pomáhat rodinám, občanským sdružením, zdravotnickým zařízením a dětem, které jsou mentálně, smyslově, citově a tělesně postiženy. Vznikla jako Nadácia Pomôže celé Slovensko a reagovala mezi prvními na povodně v roce 2010, kdy zorganizovala první benefiční koncert Pomôže celé Slovensko. Výsledek sbírky v částce asi 400 tisíc Eur byl přerozdělen lidem, kteří v důsledku povodní přišli o střechu nad hlavou. Od té doby Nadace každý rok organizuje závod Krištáľová rallye, což je jízda historických vozidel po určené trase s posádkou složenou z osobností Krištáľového krídla, mediálně známých osobností a dětí, kterým Nadace pomáhá. Vyvrcholením Krištáľové rallye je benefiční koncert a finanční sbírka pro děti s postižením a jejich rodiny.